# شرکت آساهی گلس
شرکت آساهی گلس با مسئولیت محدود (به انگلیسی: Asahi Glass Co. , Ltd.) (به شکل مخفف: AGC) (TYO: 5201) یک شرکت تولیدکننده شیشه ژاپنی است که زیرمجمموعه میتسوبیشی محسوب می‌شود.

## معرفی
این شرکت در ۸ سپتامبر ۱۹۰۷ به وسیله توشیا ایوازاکی تأسیس شد. این شرکت اولین شرکت ژاپنی تولیدکننده ورقه شیشه‌ای است. آساهی گلس یکی از بزرگ‌ترین شرکت‌های تولیدکننده شیشه در جهان است. شرکت‌های ای‌جی‌سی گلس یوروپ (به انگلیسی: AGC Glass Europe) و صنایع ای‌اف‌جی (به انگلیسی: AFG Industries) به ترتیب از زیرمجموعه‌های آساهی در اروپا و آمریکای شمالی است. شیشه دراگون‌تریل محصولی از این شرکت است.

## محصولات
- شیشه نمایشگر
- شیشه تخت
- شیشه اتومبیل و مواد صنعتی
- اپتیک و مخابراتی
- بیوتکنولوژی و محیط
- مواد شیمیایی

## شرکت‌های تابعه
- AGC Chemicals Americas, Inc.
- AGC Chemicals Europe Ltd.
- AIS Glass India. Pty. Ltd.
- Asahi Fiber Glass Co. , Ltd.
- Asahi Techno Glass Corp.
- Ise Chemical Industries Co. , Ltd.
- Optrex Corp.
- Asahi Glass Foundation
- AGC Glass Europe (در سابق Glaverbel)